# Adam Storke
Adam Storke (* 18. August 1962 in New York City) ist ein US-amerikanischer Schauspieler.

## Leben und Leistungen
Adam Storke ist Sohn der Theaterschauspielerin Angela Thornton und des Produzenten William Storke. Er studierte am Union College in Schenectady, New York.
Storke debütierte im Fernsehdrama Der weite Weg zu zweit aus dem Jahr 1979. Er trat im Jahr 1985 in der Fernsehserie Search for Tomorrow auf, im Jahr 1987 war er neben Barry Bostwick und Julianne Moore in der Mini-Fernsehserie I’ll Take Manhattan zu sehen. In der Komödie Pizza Pizza – Ein Stück vom Himmel (1988) spielte er die Rolle von Charles Gordon Windsor Junior, dem reichen Freund von Daisy Arujo, die Julia Roberts spielte. In der Horrorkomödie Highway zur Hölle (1992) übernahm er eine der Hauptrollen; eine der Nebenrollen spielte Ben Stiller. Im Fernsehfilm Johnson County War (2002) spielte er an der Seite von Tom Berenger und Luke Perry eine der größeren Rollen. Im Jahr 2005 trat er als Captain Baron in einigen Folgen der Fernsehserie Over There auf.

## Filmografie (Auswahl)
- 1979: Der weite Weg zu zweit (Too Far to Go)
- 1988: Pizza Pizza – Ein Stück vom Himmel (Mystic Pizza)
- 1990: Das Phantom der Oper (The Phantom of the Opera)
- 1991: Highway zur Hölle (Highway to Hell)
- 1992: Der Tod steht ihr gut (Death Becomes Her)
- 1993: Sabotage im All (Lifepod)
- 1994: Stephen Kings The Stand – Das letzte Gefecht (The Stand)
- 1995: Vom Glück verraten (Escape from Terror: The Teresa Stamper Story)
- 1995: A Mother’s Gift
- 1997: Rough Riders
- 1998: Prey – Gefährliche Spezies
- 2002: Johnson County War
- 2003: Criminal Intent – Verbrechen im Visier (Fernsehserie, Staffel 2 Episode 15)
- 2012: Broadway’s Finest
- 2018: Westworld (Fernsehserie, 1 Episode)